# デイヴィッド・オーズベル
デイヴィッド・オースベル（英: David Ausubel、1918年10月25日 - 2008年7月9日）は、アメリカ合衆国の心理学者。ニューヨーク生まれで、コロンビア大学で学んだ。ジャン・ピアジェの弟子である。
教育心理学、認知科学、科学教育学習法の分野における最大の功績として advance organizers （1960年から）の開発と研究がある。1973年に学界を引退し、その後は精神医療の実践に身を捧げた。